# Сент Винсент и Гренадини на Светском првенству у атлетици у дворани 2014.
Сент Винсент и Гренадини су учествовали на Светском првенству у атлетици у дворани 2014. одржаном у Сопоту од 7. до 9. марта десети пут. Репрезентацију Сент Винсента и Гренадина представљала је једна атлетичарка, која се такмичила у трци на 400 метара.,
На овом првенству Сент Винсент и Гренадини нису освојили ниједну медаљу. Остварен је лични рекорд сезоне.

## Учесници
Жене:
- Кинеке Александер — 400 м

## Резултати

### Жене
| Атлетичарка       | Дисциплина | Лични рекорд | Квалификација | Квалификација | Полуфинале            | Полуфинале            | Финале                | Финале  | Детаљи |
| Атлетичарка       | Дисциплина | Лични рекорд | Резултат      | Место         | Резултат              | Место                 | Резултат              | Место   | Детаљи |
| ----------------- | ---------- | ------------ | ------------- | ------------- | --------------------- | --------------------- | --------------------- | ------- | ------ |
| Кинеке Александер | 400 м      | 51,48 НР     | 52,80 ЛРС     | 4. у гр. 4    | Није се квалификовала | Није се квалификовала | Није се квалификовала | 13 / 18 |        |